# Zápolya
La famiglia Szapolyai o Zápolya fu un'antica famiglia nobile ungherese, protagonista nella politica del Regno d'Ungheria dalla seconda metà del XV secolo alla seconda metà del XVI secolo.

## Esponenti celebri della famiglia Zápolya
- Stephan Zápolya (in ungherese: Szapolyai István; morto il 23 dicembre 1499), fu palatino del Regno d'Ungheria dal 1492 al 1499;
- Giovanni Zápolya (in ungherese: Szapolyai János; in croato: Ivan Zapolja; in rumeno: Ioan Zápolya; in slovacco: Ján Zápoľský, in serbo: Jovan Zapolja/Јован Запоља; 2 febbraio 1487 – 22 luglio 1540), figlio di Stephan Zápolya, fu voivoda di Transilvania dal 1510 al 1526 e re d'Ungheria dal 1526 al 1540 come Giovanni I;
- Barbara Zápolya (1495 circa – 2 ottobre 1515), figlia di Stephan Zápolya, fu regina consorte di Polonia e granduchessa consorte di Lituania come prima moglie del re e granduca Sigismondo I il Vecchio;
- Giovanni Sigismondo Zápolya (in ungherese: Szapolyai János Zsigmond; 7 luglio 1540 – 14 marzo 1571), figlio di Giovanni Zápolya, fu re d'Ungheria come Giovanni II dal 1540 al 1570 e primo principe di Transilvania dal 1570 al 1571; con la sua morte la dinastia Zápolya si estinse.

## Armoriale
Qui di seguito sono elencati gli stemmi adottati nel corso del tempo dalla famiglia Zápolya, dalle origini sino al 1571, anno dell'estensione della famiglia. 
| Stemma | Proprietario                                                   |
|        | Stemma antico della famiglia Zápolya                           |
|        | Stemma di Barbara Zápolya                                      |
|        | Stemma di Giovanni Zápolya (Giovanni I d'Ungheria)             |
|        | Stemma di Giovanni Sigismondo Zápolya (Giovanni II d'Ungheria) |